# Patués

Miejsce występowania dialektu patués

Patués, zwany także: benasqués - dialekt języków: aragońskiego, gaskońskiego i katalońskiego, należący do grupy dialektów tworzących zachodni wariant języka aragońskiego.
Dialekt patués używany jest w okolicach doliny Benasque, w hiszpańskiej prowincji Huesca, w Aragonii. 
Dialektu używali hiszpańscy pisarze: Carmen Castán, José Antonio Saura i Chusé María Ferrer. 
Liczba osób, mówiących dialektem patués waha się między 1 000 a 2 500.